# Alibertia latifolia
Alibertia latifolia är en måreväxtart som först beskrevs av George Bentham, och fick sitt nu gällande namn av Karl Moritz Schumann. Alibertia latifolia ingår i släktet Alibertia och familjen måreväxter. Inga underarter finns listade i Catalogue of Life.